# A Love Like Ours
A Love Like Ours (в пер. с англ. Любовь как наша) — двадцать восьмой студийный альбом американской певицы Барбры Стрейзанд, выпущенный под эгидой «Columbia Records» и спродюсированный Уолтером Афанасьефф, Арифом Мардин и Дэвидом Фостером. Релиз альбома состоялся 21 сентября 1999 года в США и на день раньше в Европе. На запись пластинки Барбру вдохновил её супруг Джеймс Бролин, с которым она обвенчалась в 1998 года. Их совместные фотографии прилагались в буклете к северо-американскому изданию.
В первую неделю продаж альбом дебютировал на шестом месте в национальном американском чарте с 145 000 распространенных копий, но не получил большую популярность в Европе, как два предшествующих альбома. Тем не менее по состоянию на 2012 года пластинка была продана в количестве три миллиона экземпляров.
31 декабря 1999 состоялся первый концерт в рамках мини-тура Timeless для поддержки Higher Ground. Он продлился меньше года, после чего Стрейзанд объявила об окончании гастрольной деятельности.

## Список композиций
| №   | Название                        | Длительность |
| --- | ------------------------------- | ------------ |
| 1.  | «I've Dreamed of You»           | 4:46         |
| 2.  | «Isn't It a Pity?»              | 5:22         |
| 3.  | «The Island»                    | 4:37         |
| 4.  | «Love Like Ours»                | 3:59         |
| 5.  | «If You Ever Leave Me»          | 4:38         |
| 6.  | «We Must Be Loving Right»       | 3:37         |
| 7.  | «If I Never Met You»            | 3:38         |
| 8.  | «It Must Be You»                | 3:29         |
| 9.  | «Just One Lifetime»             | 4:18         |
| 10. | «If I Didn't Love You»          | 4:18         |
| 11. | «Wait»                          | 4:10         |
| 12. | «The Music That Makes Me Dance» | 4:35         |

## Позиции в чартах и сертификация
| Чарт           | Максимальная позиция |
| -------------- | -------------------- |
| Бельгия        | 44                   |
| Канада         | 29                   |
| Дания          | 33                   |
| Франция        | 36                   |
| Новая Зеландия | 38                   |
| Норвегия       | 6                    |
| Великобритания | 12                   |
| Billboard 200  | 6                    |

| Страна         | Сертификация |
| -------------- | ------------ |
| Канада         | Золотой      |
| Великобритания | Золотой      |
| США            | Платиновый   |